# Marokko-Kongo-Vertrag

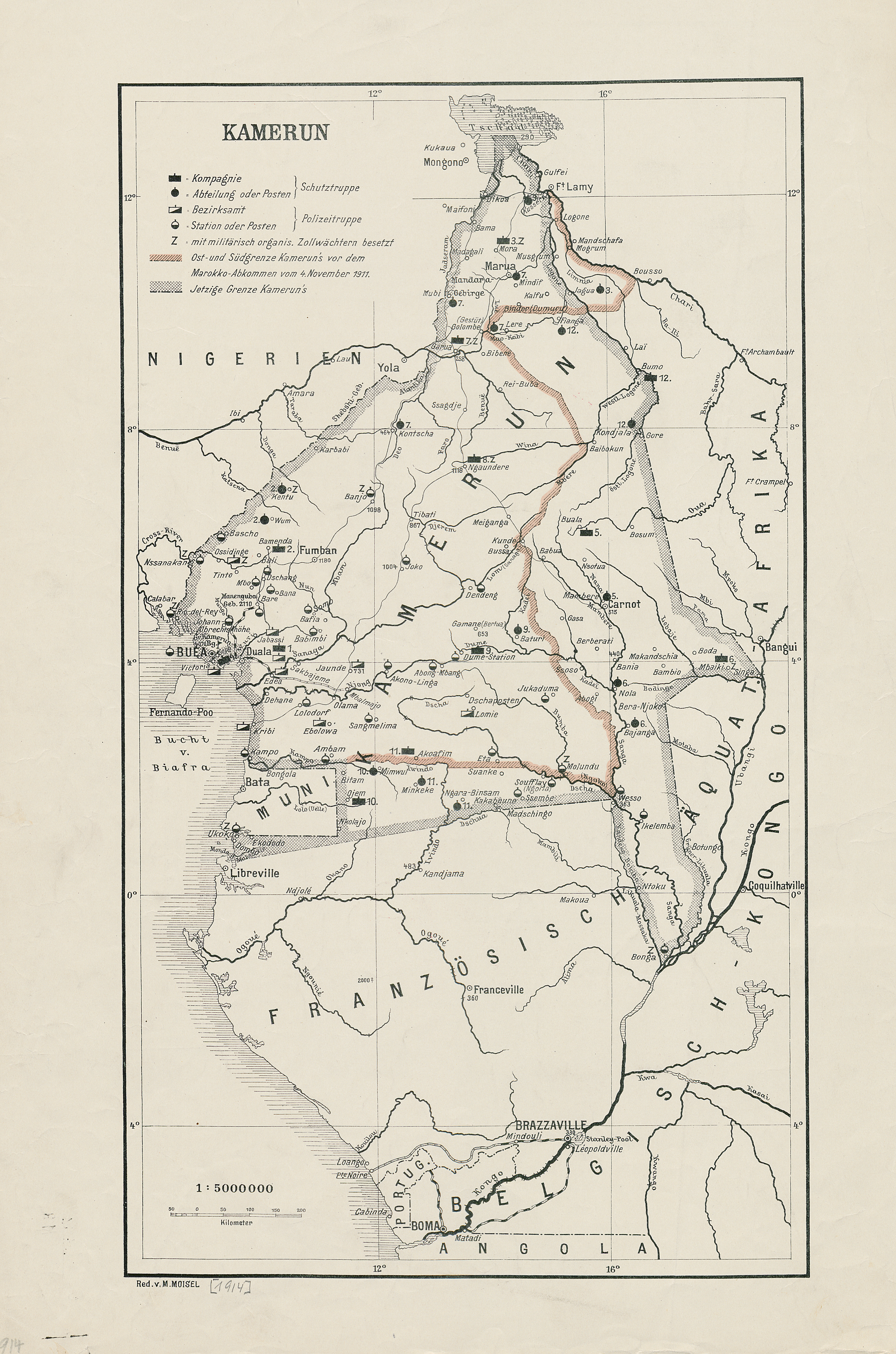
Kamerun vor und nach dem Marokko-Kongo-Vertrag:
Ost- und Südgrenze Altkameruns bis November 1911
Grenze Alt- und Neukameruns um 1914

Der am 4. November 1911 in Berlin unterzeichnete Marokko-Kongo-Vertrag beendete die zweite Marokkokrise. Tatsächlich handelte es sich um eine Kombination zweier deutsch-französischer Abkommen, das erste betraf Marokko (Marokkovertrag, Marokkoabkommen), ein zweites den Kongo (Kongoabkommen).
Das Deutsche Reich erkannte mit dem Abkommen die Vorherrschaft Frankreichs über Marokko an und verzichtete auf eigene Gebietsansprüche in der Region. Im Gegenzug trat Frankreich Teile Französisch-Äquatorialafrikas, das so genannte Neukamerun, an das Deutsche Reich ab. Ein kleineres Gebiet im Nordosten Kameruns, auch Entenschnabel genannt, ging an Frankreich. Die Fläche des früheren Altkamerun wurde
dadurch um 275.000 Quadratkilometer ergänzt.

## Reaktionen in Deutschland und Frankreich
Presse und Öffentlichkeit im Deutschen Reich reagierten enttäuscht auf das ausgehandelte Resultat (die Gebietsgewinne waren nur ein Bruchteil dessen, was die deutsche Regierung unter Reichskanzler Theobald von Bethmann Hollweg ursprünglich angestrebt hatte) und verglichen das Abkommen mit der diplomatischen Niederlage Preußens in der Olmützer Punktation von 1850. Der deutsche Außenminister Alfred von Kiderlen-Waechter hatte gegenüber dem französischen Botschafter Jules Cambon als Kompensation für deutsche Ansprüche auf Marokko zunächst den gesamten französischen Kongo (einschließlich Gabuns) gefordert bzw. – wenn schon nicht den ganzen französischen Kongo – dann zumindest auch noch das Vorkaufsrecht für den belgischen Kongo, das Frankreich (1884, 1895 bzw.) 1908 zuerkannt worden war. Frankreichs Außenminister Justin de Selves lehnte ab, dies anstelle der belgischen Regierung zu entscheiden. Kiderlen-Waechter konnte den Reichstag aber zumindest mit einem Zusatzartikel zum Kongo-Abkommen trösten, in welchem sich Frankreich verpflichtete, von seinem Vorkaufsrecht nicht ohne vorherige Verhandlungen mit Deutschland über die Neuaufteilung des gesamten Kongobeckens Gebrauch zu machen.
Weitere Kritik äußerte auch der Kolonialoffizier und Teilnehmer verschiedener Grenzexpeditionen Hans von Ramsay in seinen 1914 erschienen Bericht Die neue deutsch-französische Kamerun-Grenze. Nach seinen Ausführungen sei die Grenzziehung „bedauerlicherweise ganz ohne Hinzuziehung von Kolonialsachverständigen, Ortskundigen und Geographen und nur auf Grund von ganz unzureichenden, meist französischen Karten vereinbart worden.“
Auch die den Franzosen zugebilligte Etappenstraße zwischen dem Benue und dem Schari, d. h. das freie Durchfahrtsrecht durch deutsches Gebiet für Truppen-, Waffen- und Munitionstransporte, wurde in kolonialen Kreisen scharf kritisiert. Aus Protest gegen die angeblichen Geheimverhandlungen des Auswärtigen Amtes traten der frühere Referent für Grenzangelegenheiten, Alexander von Danckelman,  und der Staatssekretär des Reichskolonialamts, Friedrich von Lindequist, im Oktober und November 1911 von ihren Ämtern zurück.

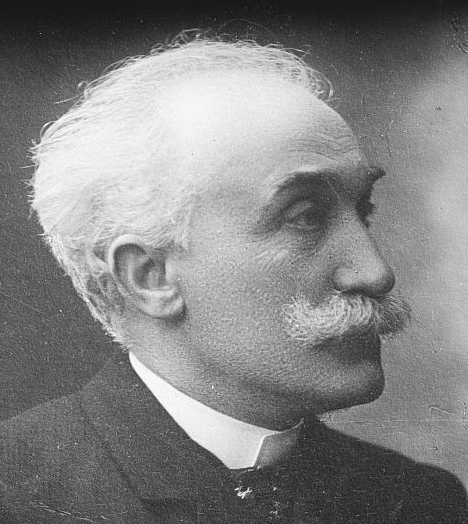
Für die französische Seite unterzeichnete Außenminister Justin de Selves die Abkommen
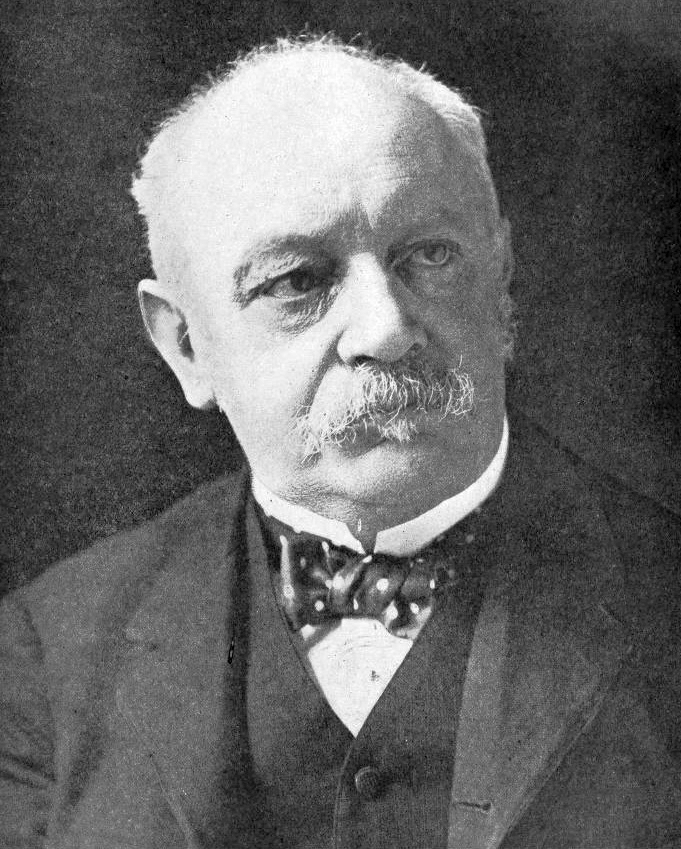
Neben Selves handelte vor allem Botschafter Jules Cambon die Abkommen aus
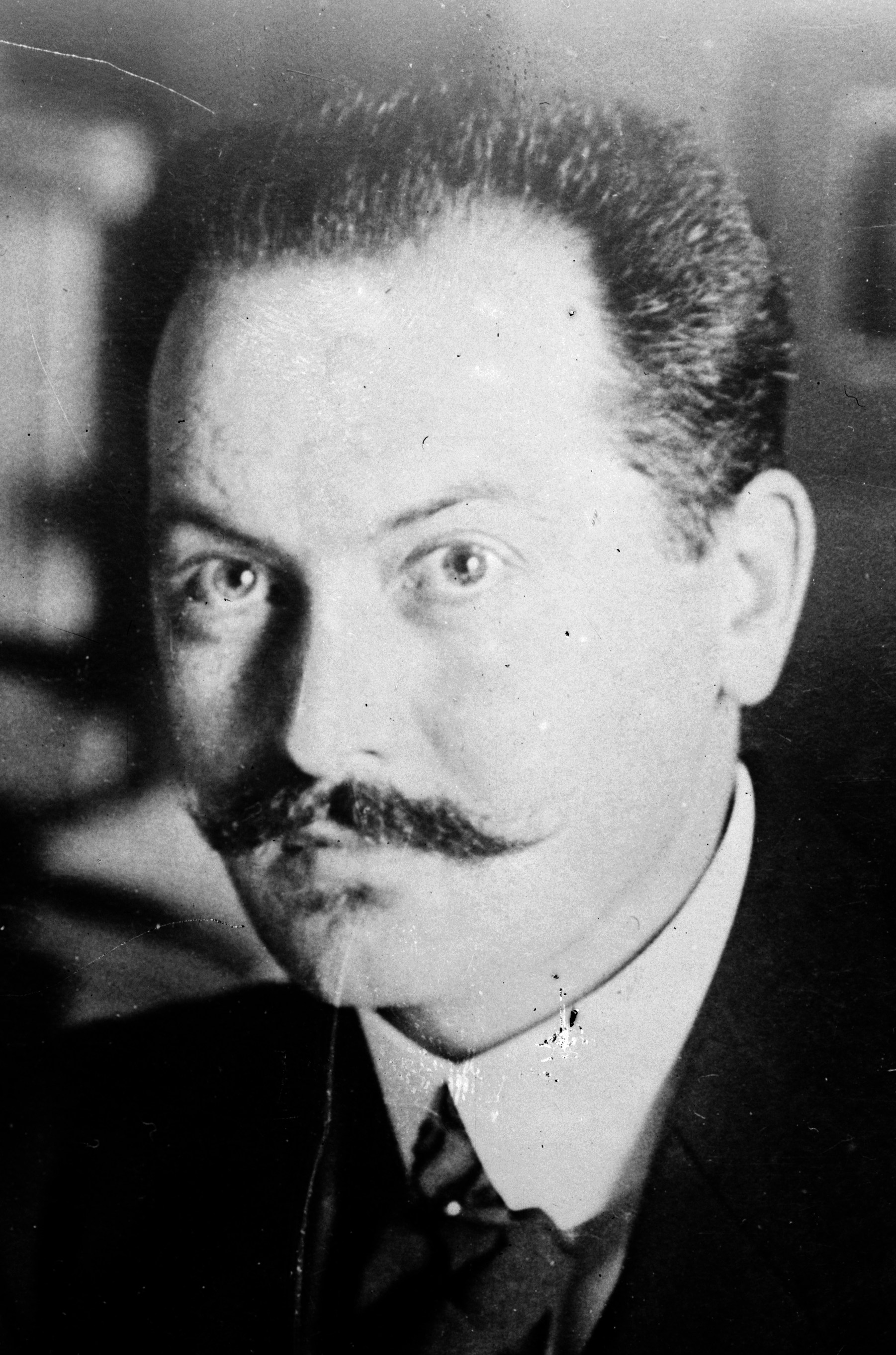
Auch Kolonialminister Albert Lebrun trug zum Zustandekommen der Abkommen bei
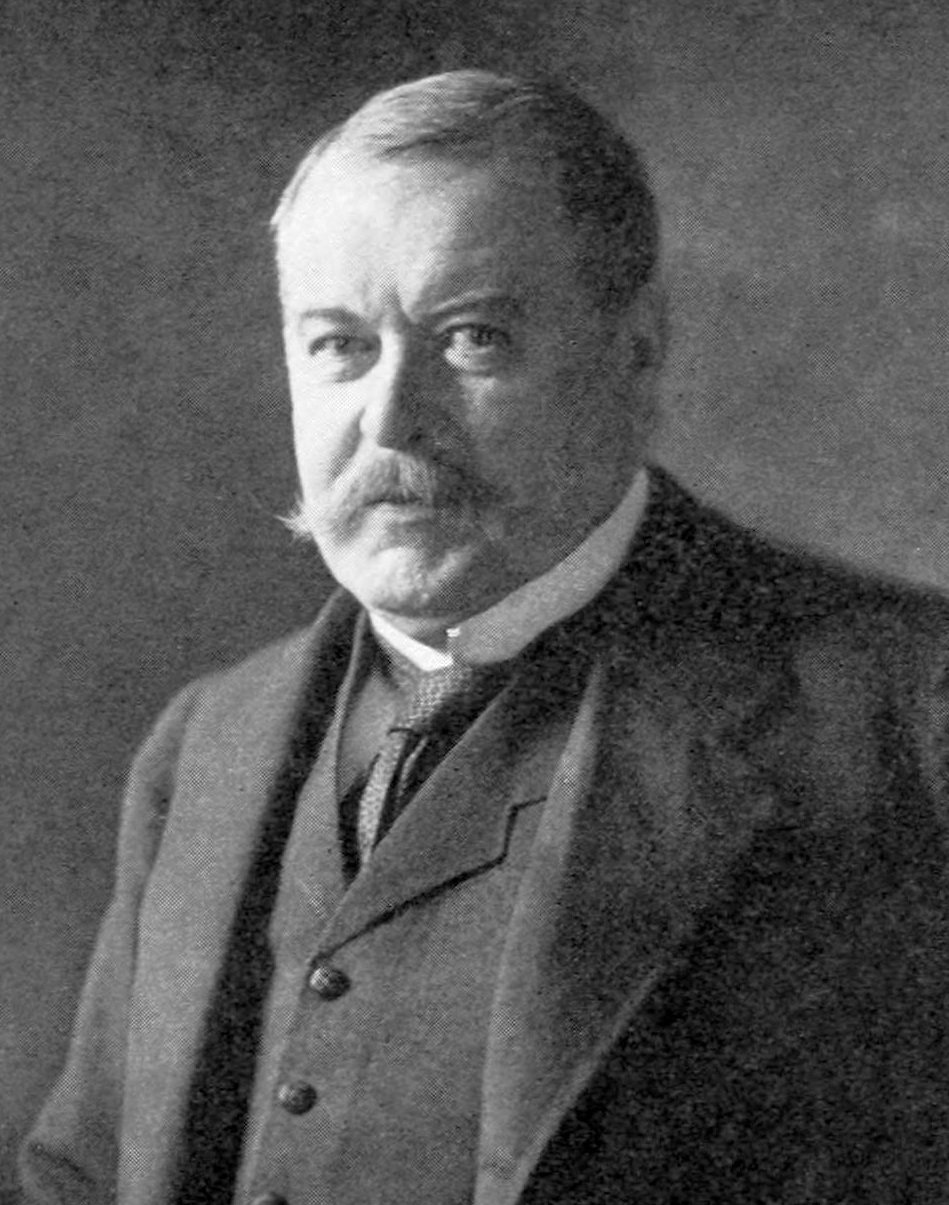
Für die deutsche Seite unterzeichnete Außenminister Alfred von Kiderlen-Waechter

Auch in Frankreich führte das Abkommen zu großer Unzufriedenheit. Der unterzeichnende Außenminister Selves und schließlich auch Ministerpräsident Caillaux wurden im Januar 1912 vor allem auf Betreiben des Ex-Außenministers Pichon, des Ex-Ministerpräsidenten Clemenceau und des Führers der rechten Republikaner, Léon Jenouvrier, vom Senat gestürzt. Parlamentarier und Presse störten sich daran, dass Deutschland lediglich vage Rechte, die es mit den anderen Mächten früherer Marokko-Abkommen teilte, hatte aufgeben müssen, Frankreich aber auf reale Gebiete, die es schon längst tatsächlich besaß, verzichten musste. Im Gegensatz zum ersten, Marokko betreffenden Abkommen, bedurfte das zweite, den Kongo betreffende Abkommen der Zustimmung des Senats, weil es die Abtretung französischen Territoriums beinhaltete. Caillaux, dem vorgeworfen wurde, Deutschland unter dem Druck deutscher Kanonenbootpolitik und mit zu großer Verhandlungseile zu weit entgegengekommen zu sein und in angeblichen Geheimverhandlungen hinter Selves' Rücken zu viele Zugeständnisse gemacht zu haben, spielte die Gebietsabtretung als  wertlosen „Fetzen Sumpfland“ herunter. Als sein Nachfolger warb der neue Ministerpräsident Poincaré mit dem Versprechen engerer Anlehnung an die Entente-Verbündeten Russland und Großbritannien für die Annahme des zwar nicht vollkommenen, aber nun einmal geschlossenen Abkommens. Die diesbezüglichen Anhörungen im Senat begannen am 5. Februar 1912, am 10. Februar wurde der Vertrag schließlich mit 212 gegen 42 Stimmen gebilligt. Jenouvriers unmittelbar darauf eingebrachter Antrag, die Details der Verhandlungen nochmals genauer auf eventuelle Nebenabsprachen untersuchen zu lassen, wurde mit 242 gegen 15 Stimmen abgelehnt.

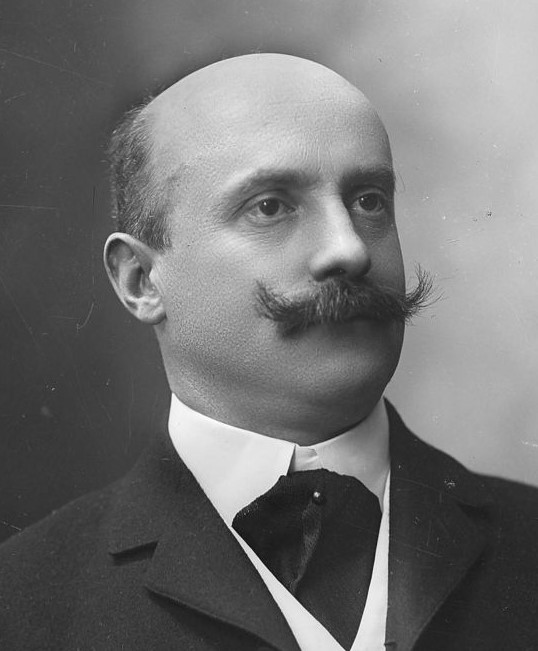
Ebenso wie Außenminister Selves stürzte auch Frankreichs Premier Joseph Caillaux über die Abkommen
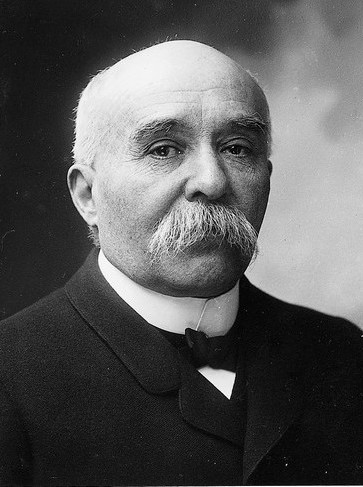
Vor allem Ex-Premier Georges Clemenceau machte im Senat Stimmung gegen die Abkommen
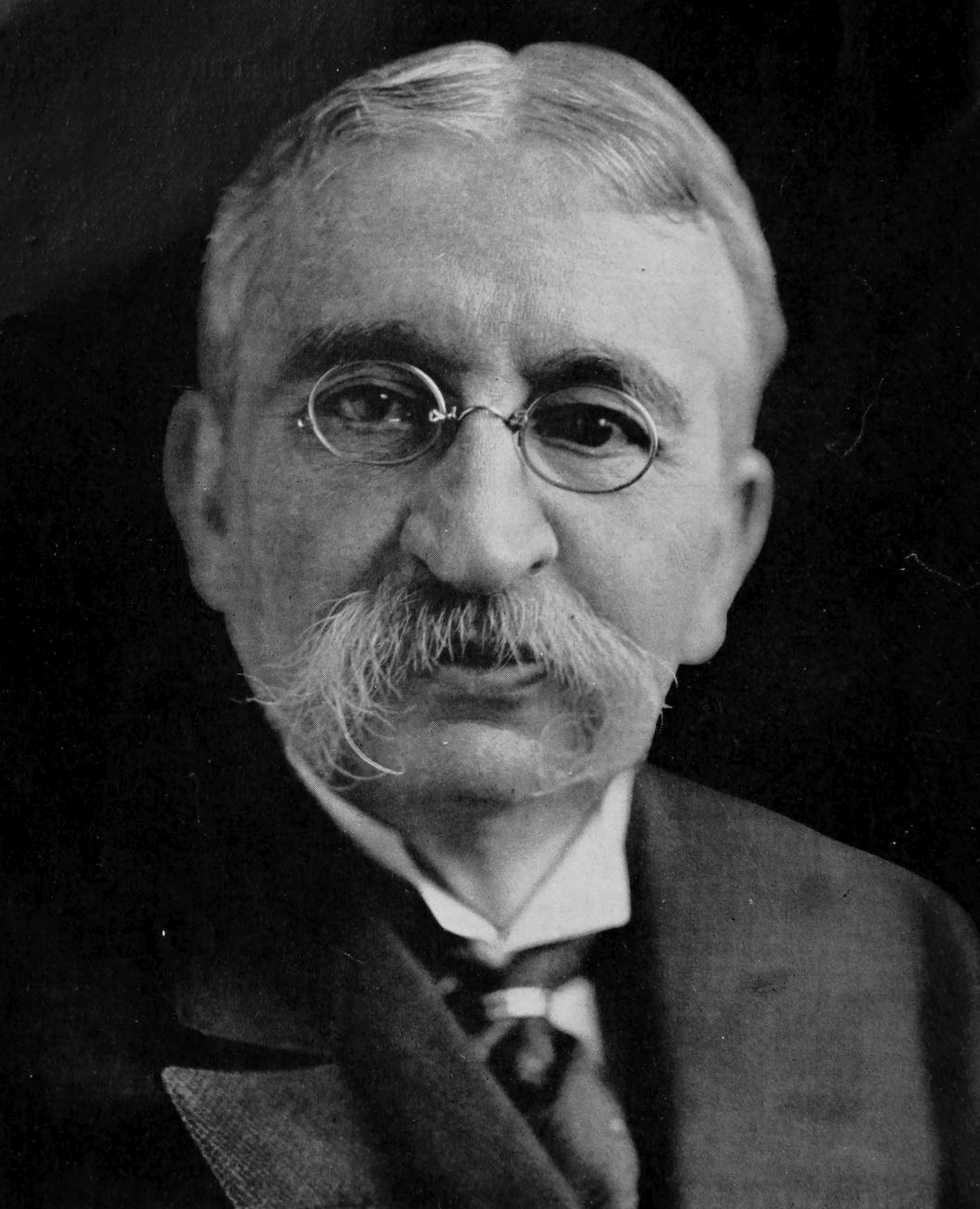
Auch Clemenceaus einstiger Außenminister Stéphen Pichon trat im Senat gegen die Abkommen auf
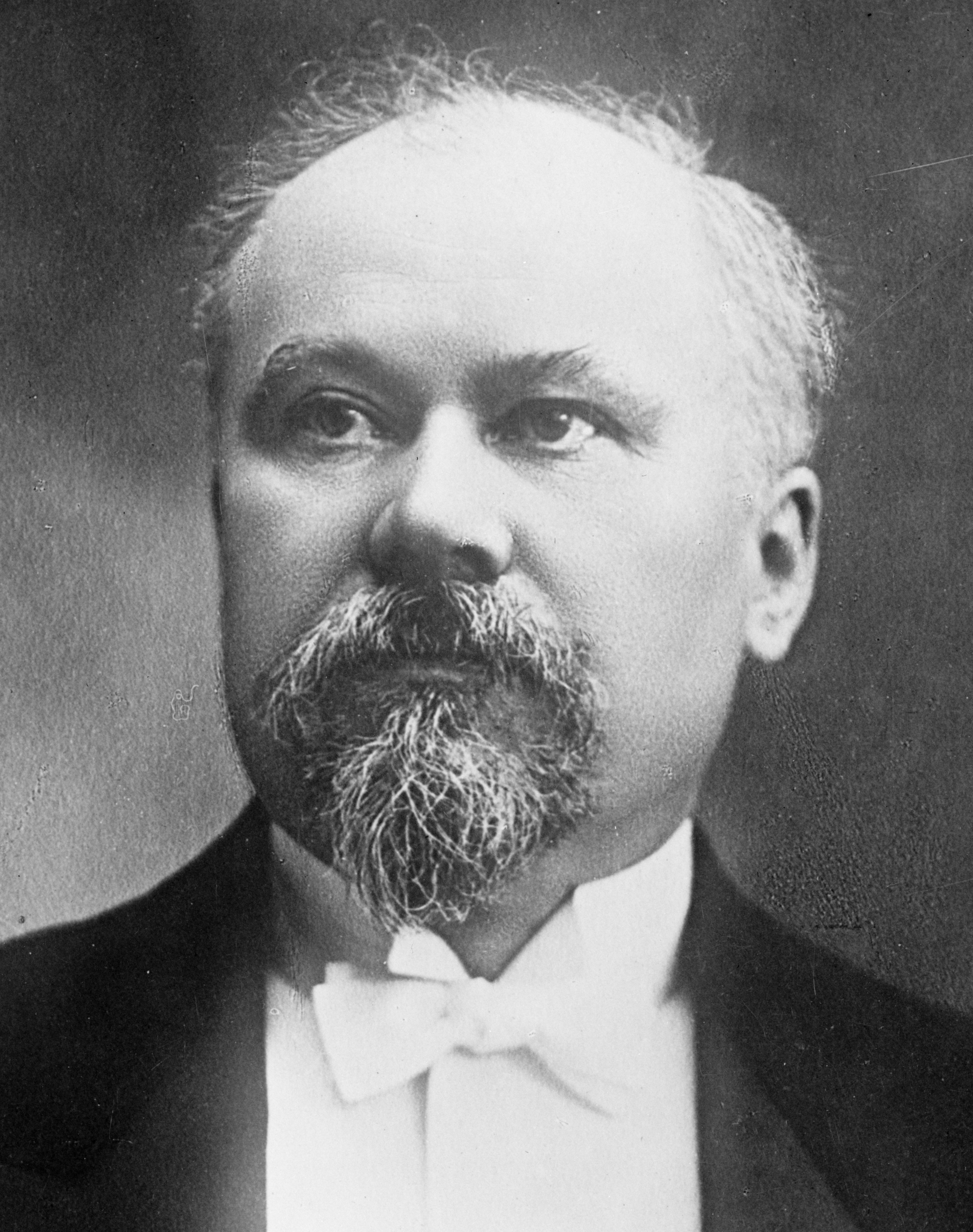
Caillaux' Nachfolger Raymond Poincaré erreichte 1912 die Ratifizierung der Abkommen

## Reaktion Österreich-Ungarns und anderer Mächte
Für das erste, Marokko betreffende Abkommen, bedurfte es internationaler Zustimmung. Nach der Ersten Marokkokrise hatten 1906 alle an Marokko interessierten Mächte auf der Algeciras-Konferenz den Fortbestand und die Neutralität Marokkos vereinbart. Für die Änderung dieses Status und die vorgesehene Umwandlung Marokkos in ein französisches Protektorat benötigte Frankreich die Zustimmung der übrigen Signatarmächte der Algeciras-Akte. Diese Mächte nutzten das französische Begehren ihrerseits zur Formulierung eigener Wünsche, Bitten, Bedingungen und Forderungen, deren Erfüllung sie mit der Frage ihrer Zustimmung zu verbinden versuchten. Frankreich und Spanien hatten bereits in mehreren Verträgen (1900, 1902, 1904, 1906) ihre jeweiligen Interessenssphären in Marokko abgegrenzt. Spanien wollte als Juniorpartner Frankreichs selbst Protektoratsmacht über ein Stück Marokkos werden, Großbritannien wollte Verhandlungen über Tanger. Da Großbritannien, Italien und Frankreich sich bereits in früheren Vereinbarungen ihre jeweiligen Ansprüche in Nordafrika gegenseitig zugesichert hatten, begann Italien, dem Tripolitanien auch von Deutschland und Österreich-Ungarn zugesichert worden war, noch während der deutsch-französischen Verhandlungen über Marokko mit der Inbesitznahme dieser Provinz des Türkischen Reiches. Von Frankreich erwartete Italien diplomatisches Wohlwollen trotz wiederholter Verletzungen der französischen Neutralität durch italienische Kriegsschiffe (Aufbringung der französischen Schiffe Carthage, Manouba und Tavignano, Beschuss des französischen Konsulats in Beirut). Russland wiederum fürchtete, durch den Italienisch-Türkischen Krieg bei der Aufteilung der Türkei zu spät oder zu kurz zu kommen. Vize-Außenminister Anatoli Neratow wollte im Gegenzug für die Anerkennung der französischen Ansprüche auf Marokko von Frankreich die Anerkennung der russischen Ansprüche auf „Handlungsfreiheit“ bzgl. der türkischen Meerengen. Selves überzeugte Russland allerdings, es solle in seinem eigenen, russischen Interesse eine vorschnelle Aufteilung der Türkei nicht wünschen, woraufhin am 15. November 1911 Russland das Marokko-Abkommen billigte.

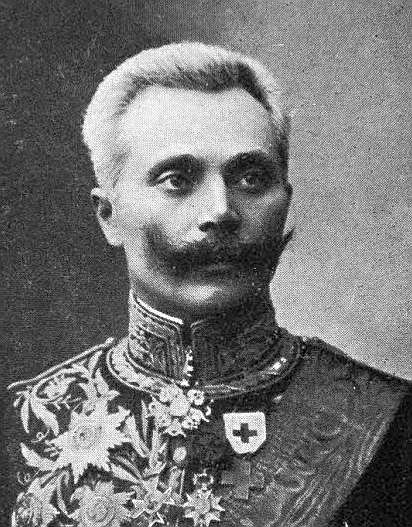
Philippe Crozier
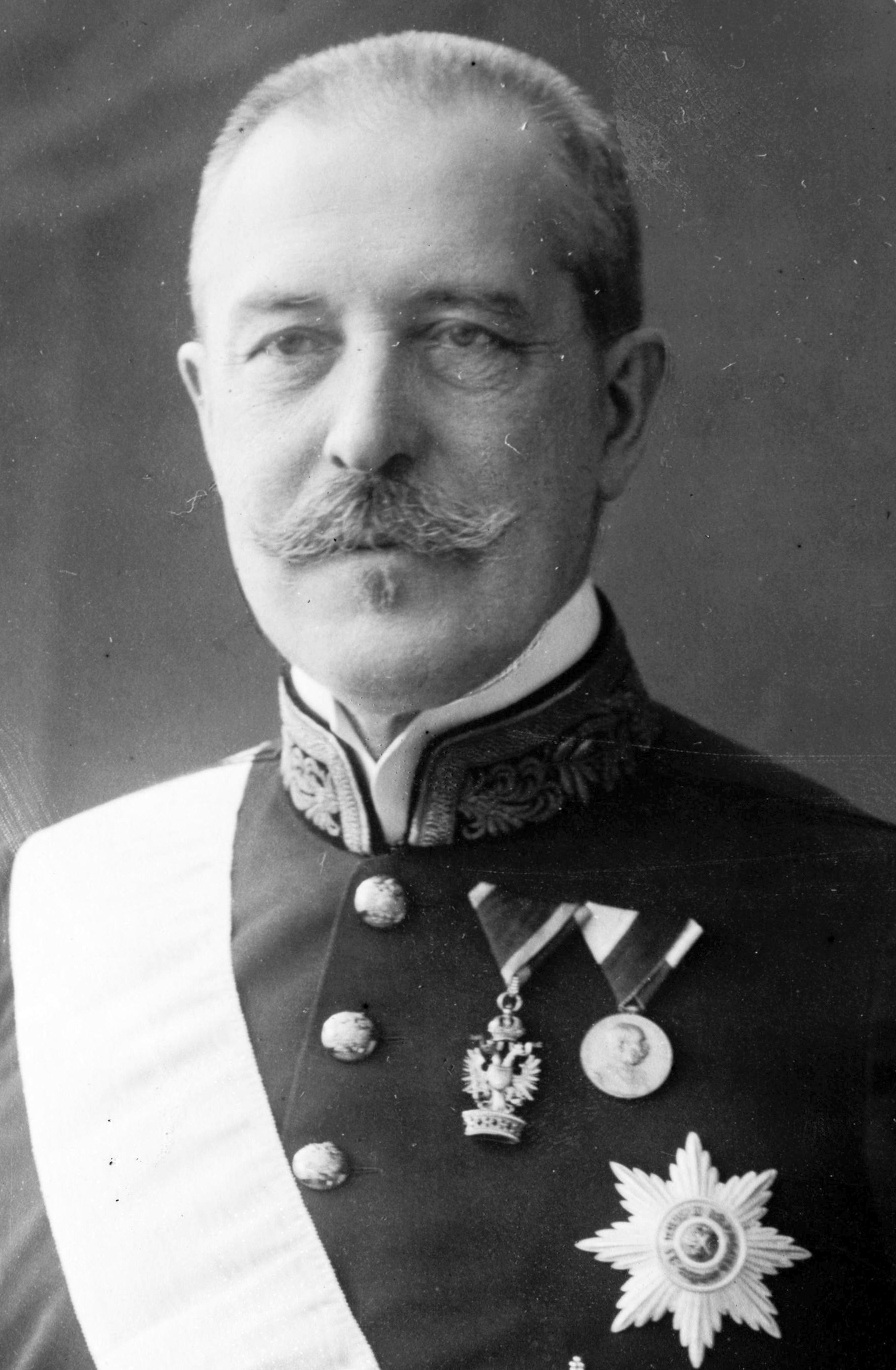
Alois von Aehrenthal
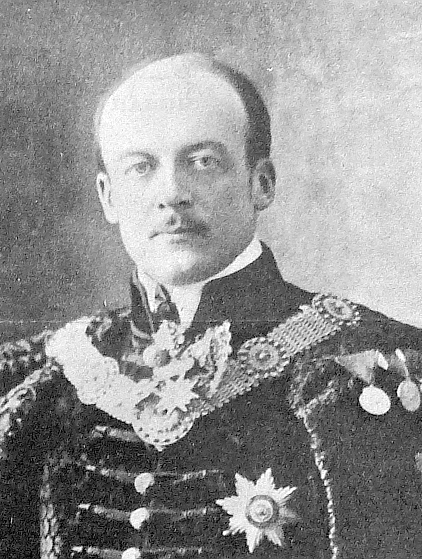
Leopold Berchtold
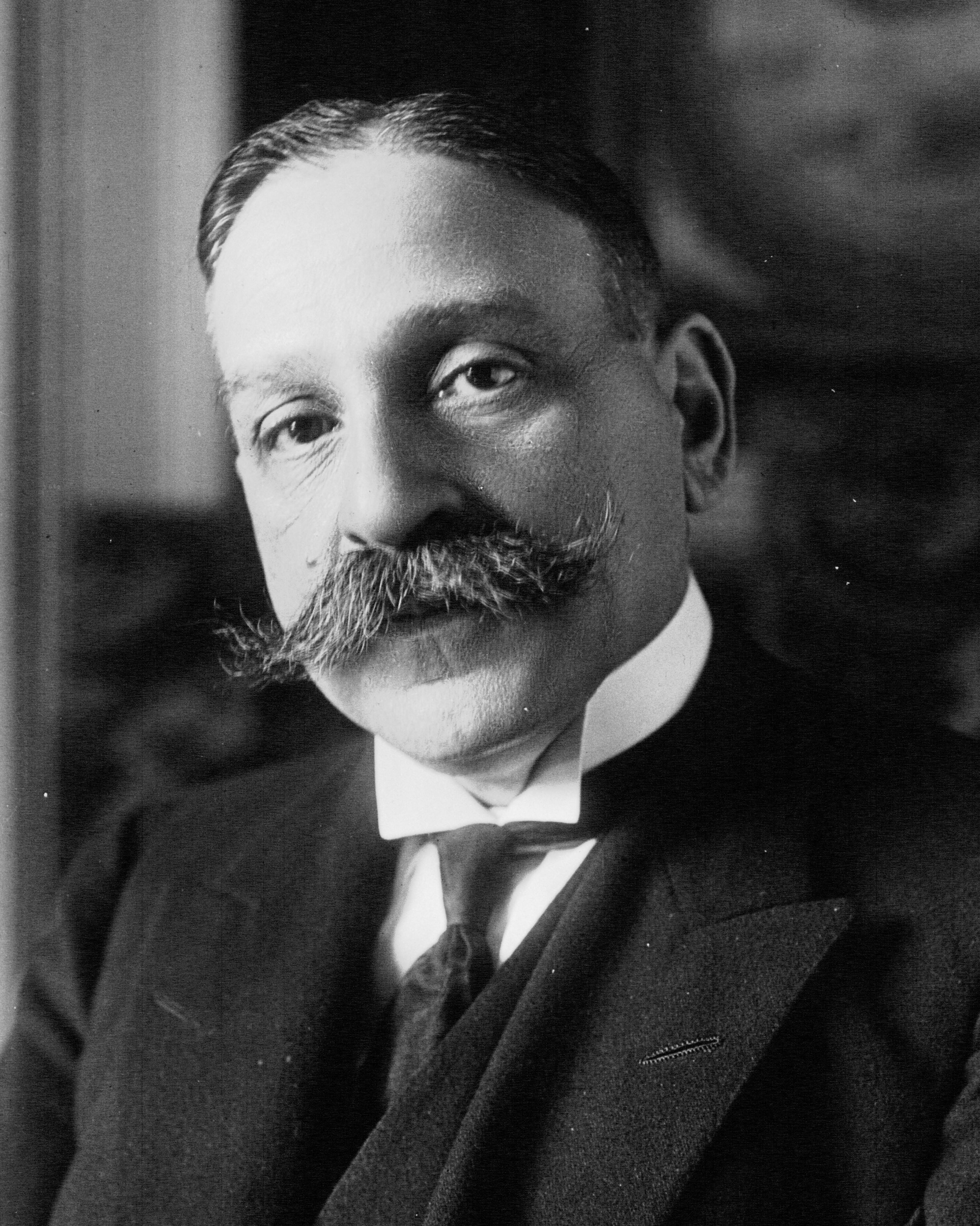
Louis-Lucien Klotz

Der Beitritt Österreich-Ungarns zum Marokkovertrag dauerte länger. Außenminister Alois von Aehrenthal forderte am 18. November 1911 für seine Zustimmung die französische Zustimmung für die Platzierung österreichischer und ungarischer Staatsanleihen an der Pariser Börse. Aehrenthal und sein Nachfolger Leopold Berchtold wurden dabei unterstützt von Frankreichs Botschafter in Wien, Philippe Crozier. Die österreichische und die ungarische Zentralbank sollten sich mit amtlich notierten Wertpapieren jeweils 500 Millionen Kronen über mehrere Jahre von französischen Anlegern leihen dürfen. Da die französische Regierung vermutete, dass es sich um Kriegsanleihen für Rüstungszwecke handele und französisches Kapital so teilweise ins Deutsche Reich abgeleitet würde, bemühte sich Crozier im Gegenzug um Garantien für eine zumindest zeitweilige Neutralität Österreich-Ungarns im Falle eines deutschen Angriffs auf Frankreich. Die französische Regierung empfahl Aehrenthal (und Crozier), den Marokkovertrag und die Anleihefrage nicht miteinander zu verknüpfen, und am 23. Dezember 1911 trat auch Österreich-Ungarn dem französisch-deutschen Abkommen bei. Im März 1912 gestattete Poincaré seinem Finanzminister Louis-Lucien Klotz die Zulassung kleinerer, nichtmilitärischer Anleihen der Ungarischen und der Österreichischen Bodencreditanstalt.
Am 30. März konnte Frankreich durch den Vertrag von Fès mit dem marokkanischen Sultan schließlich sein Protektorat über Marokko errichten, auch wenn die im Dezember 1911 aufgenommenen französisch-spanischen Verhandlungen (u. a. wegen der Tanger-Frage) erst am 27. November 1912 abgeschlossen werden konnten.